# Ambassade d'Algérie en Argentine
L'ambassade d'Algérie en Argentine est la représentation diplomatique de la République algérienne auprès de la république de l'Argentine. Elle est située à Buenos Aires, la capitale du pays.